# Wakan Tanka
Wakan Tanka (Wakantanka, Wakan-Tanka, Wakataka; Great Mystery) Wakan Tanka je velika Kreatorska moć plemena Lakota (Teton) i Dakota (Santee). Wakan Tanka je apstraktna, sveprisutna kreativna sila koja nikada nije personificirana u tradicionalnim siouanskim legendama, a zapravo nije ni imala rod prije uvođenja engleskog jezika sa svojim rodno specifičnim zamjenicama.